# Bofors BILL

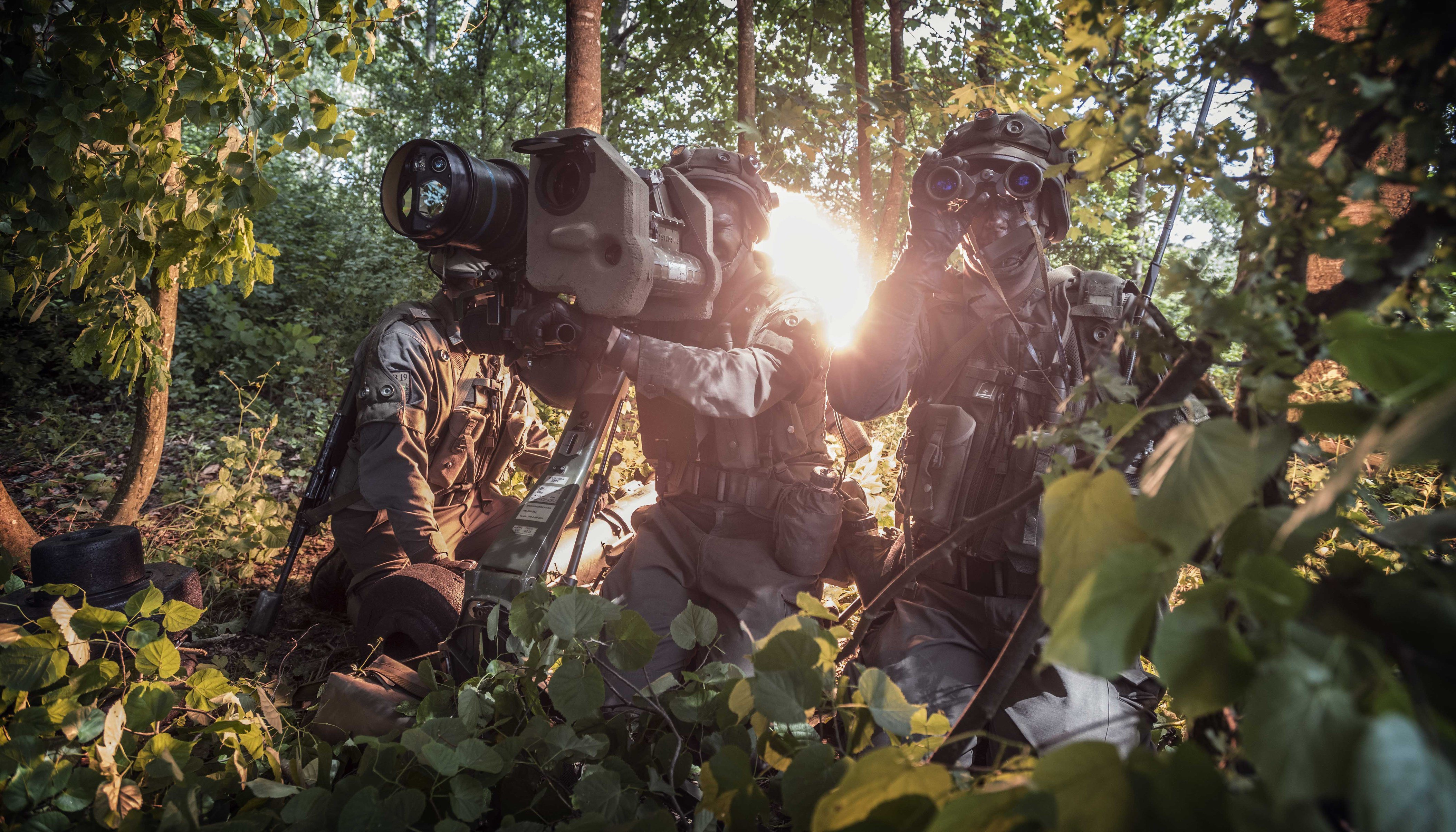
Övning med Bofors BILL i Österrikes försvarsmakt.

Bofors BILL (Bofors Infantry Light and Lethal anti-tank missile, "Bofors lätta och dödliga infanteripansarvärnsrobot"), i svenska försvarsmakten benämnd robot 56, kort rb 56, alternativt robotsystem 56, kort rbs 56, för systemet i helhet, är ett svenskt pansarvärnsrobotsystem med medellång räckvidd utvecklat av Bofors under början av 1980-talet. Roboten är utvecklad i samarbete med den svenska armén och anpassad för infanterisoldater. Den fungerar enligt principen ovanflygande toppattack (OTA) och var vid sin introduktion 1988 den första roboten i världen att använda denna funktion.
Systemet består av en robottub, robot, lavett, dagsikte, nattsikte och en transportlåda. Systemet bemannas av 3 soldater: en skytt, en laddare och en gruppchef.

## Historik
Bofors BILL utvecklades mellan 1979 och 1985 och demonstrerades för första gången 1982. Serieleverans till den svenska försvarsmakten påbörjades 1988 och var i bruk fram till 2013 då den helt ersattes med Robot 57.
I december 2021 publicerade Försvarets materielverk att man tecknat kontrakt på 200 miljoner kronor med Saab för att återanskaffa pansarvärnsrobot 56 Bill till Försvarsmakten. Detta i väntan på att Försvarsmakten ska införa en ny, modern, medelräckviddig pansarvärnsrobot, med planerad leverans från år 2025.

## Funktion
Bofors BILL använder sig av OTA-principen (ovanflygande toppattack) för att bekämpa mål. Ovanflygande toppattack innebär att robotens styrautomatik flyger den över målet och detonerar den nedåtriktade laddningen när den befinner sig rakt ovanför målet. Verkan består av en eller två RSV-strålar (BILL 1 gentemot BILL 2) som skjuts ut från robotens undersida och slår igenom målets tak. Roboten använder sig av ett så kallat zonrör (en form av radar) för att känna av när den ligger över målet i banan.

## Varianter
Två huvudmodeller av roboten har tagits fram av Bofors:
- BILL 1 – I svenska försvarsmakten benämnd Robot 56A (RB 56A). Försedd med en framåtvinklad RSV-laddning i robotens center med 30° grader lutning från vågrätt.[6]
- BILL 2 – I svenska försvarsmakten benämnd Robot 56B (RB 56B). Försedd med två nedåtriktade RSV-laddningar; en främre, en bakre, vilka fungerar som tandemladdningar mot reaktivt takpansar.[6][5]

## Systemdata

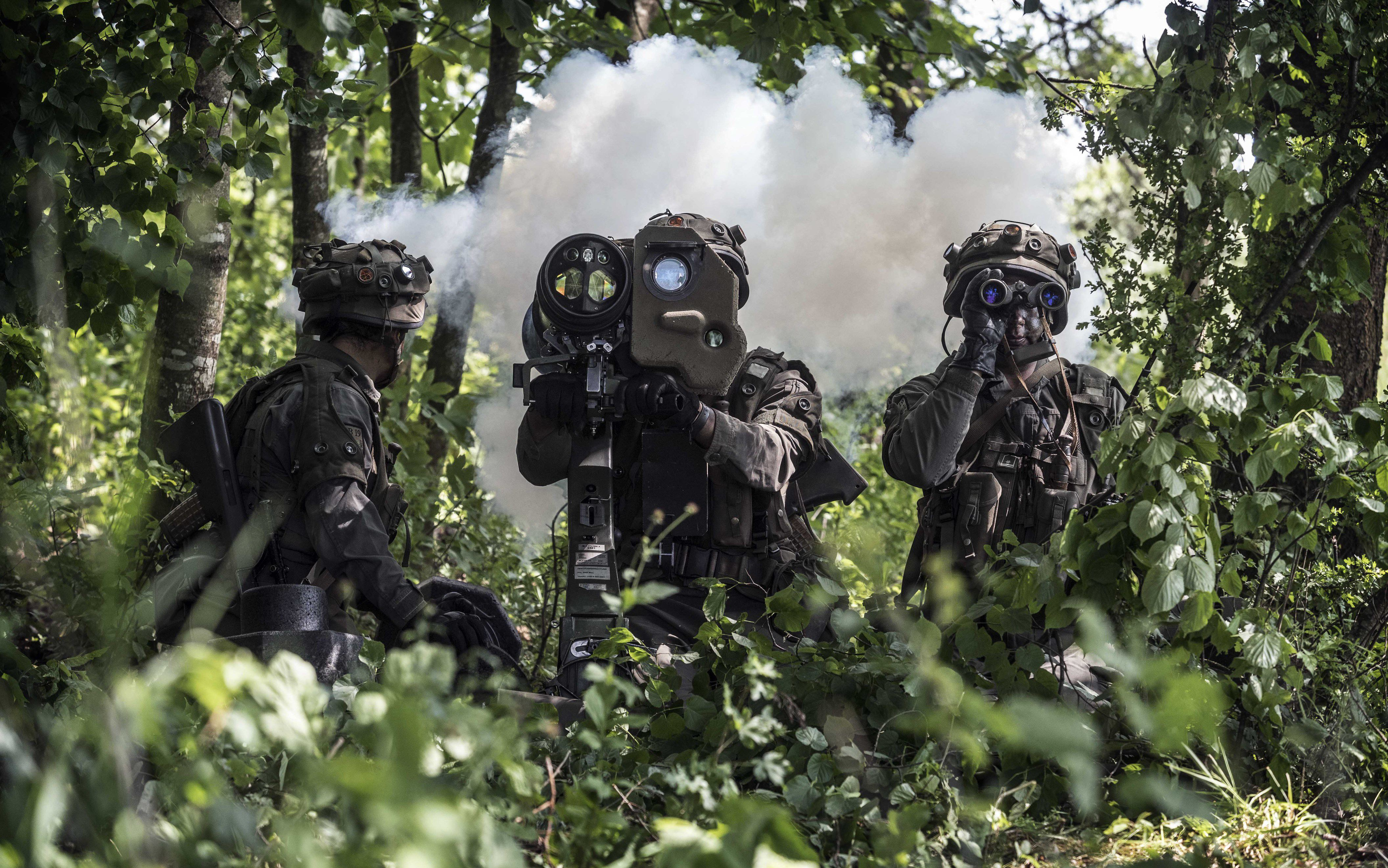
Övning med Bofors BILL i Österrikes försvarsmakt.

### Robottub
Dimensioner:
- Med ändhuvar: Längd: 1375 mm, Diameter: 350 mm, Vikt: 20 kg
- Utan ändhuvar: Längd: 1175 mm, Diameter: 220 mm Vikt: 18 kg

Robotprojektilen dimensioner:
- Längd: 900 mm Diameter: 150 mm Vikt: 10,9 kg

### Lavetten
Kompensering för marklut max:
- Medlut: 10 grader, Motlut: 20 grader, Sidlut: +/-15 grader
- Riktområde Höjd:+/- 10 grader, Sida:+/- 45 grader
- Eldområde från markplan till lagring mellan centrumrör och siktdämpare: 0,6 - 0,8 m

Dimensioner:
- Transp.läge: Längd: 1 070 mm Höjd: 500 mm Bredd: 310 mm
- Utfällt: Bredd 1 120 mm
- Vikt: 11,5 kg

### Dagsikte
- Förstoring: 8x Synfält sida: 110 streck (mrad)
- Synfält höjd: 70 streck (mrad)

Dimensioner inkl stötskydd:
- Längd: 350 mm, Bredd: 220 mm, Höjd: 260 mm, Vikt (inkl transp.låda): 5 kg

### Nattsikte
- Förstoring: 1x
- Vikt: 9 kg
- Värmekänslighet: 0.1° C på 1000 m

### Transportlåda
- Längd: 435 mm
- Bredd: 310 mm
- Höjd: 340 mm
- Vikt: 3,9 kg

## Användare

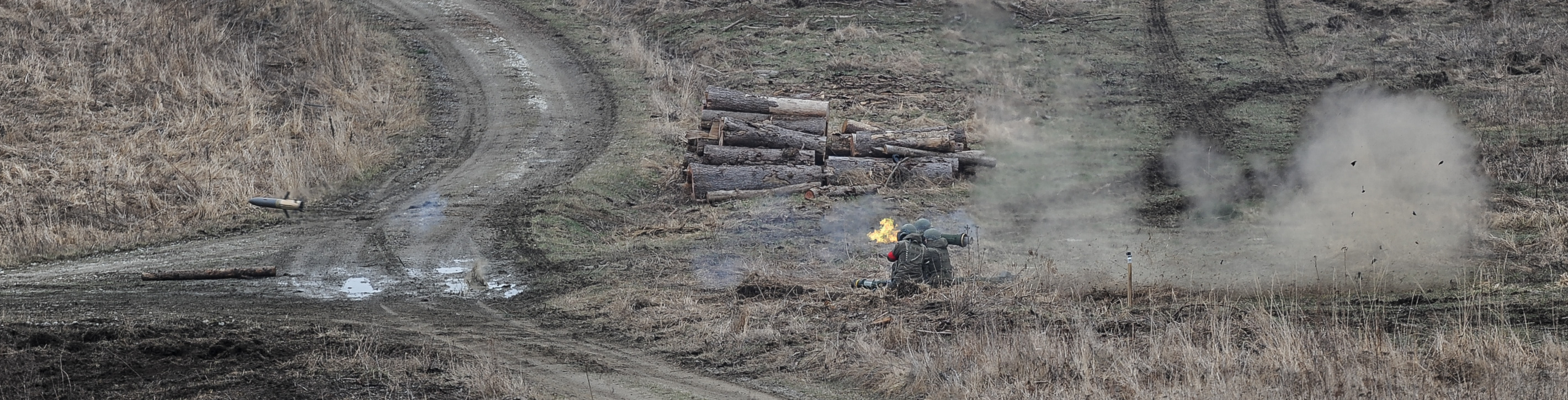
Eldövning med Bofors BILL i Österrike, 2017.

- Österrike
- Brasilien
- Sverige 1985–2013, 2021–2025*
- Lettland
- Litauen
- Saudiarabien[7]
- Ukraina